# Sommer-Paralympics 2008/Teilnehmer (Irak)
| stlisierte Goldmedaille | stlisierte Silbermedaille | stlisierte Bronzemedaille |
| ----------------------- | ------------------------- | ------------------------- |
| —                       | 1                         | 1                         |

Der Irak nahm mit 20 Sportlern an den Sommer-Paralympics 2008 im chinesischen Peking teil.
Fahnenträger bei der Eröffnungsfeier war Faris Al-Ajeeli. Das beste Ergebnis der Mannschaft erreichte der Powerlifter Rasool Mohsin in der Klasse bis 56 Kilogramm mit der Silbermedaille.

## Teilnehmer nach Sportarten

### Leichtathletik
Frauen
- Alaa Jasim Al-Qaysi

### Powerlifting (Bankdrücken)
Frauen
- Dhikra Saleem

Männer
- Faris Al-Ajeeli
- Thaer Al-Ali, 1×  (Klasse bis 82,50 kg)
- Hasan Al-Temeemi
- Hussein Juboori
- Mohammed Mohammed
- Rasool Mohsin, 1×  (Klasse bis 56 kg)

### Sitzvolleyball
| Männer |
| --- |
| - Naser Alaibi - Saeed Al-Mimar - Salah Al-Shammari - Hussain Al-Ugbi - Ahmed Dahash - Muayad Hattab - Hadi Juboori - Majeed Kaabi - Mahdi Khayoon - Majeed Majeed - Abdulmunem Mohammed - Ahmed Whailani |